# Arsyny

Luizyt A – 2-chlorowinylodichloroarsyna

Difenylocyjanoarsyna

Arsyny – grupa arsenoorganicznych związków chemicznych pochodnych arsenowodoru, powstałych przez podstawienie atomów wodoru przez jedną, dwie lub trzy grupy alkilowe lub arylowe. Dzielą się na:
- pierwszorzędowe (RAsH2)
- drugorzędowe (R2AsH)
- trzeciorzędowe (R3As)

Część chlorowcopochodnych arsyn jest bojowymi środkami trującymi. Mają one różne właściwości toksyczne, jednak zazwyczaj są także ogólnotrujące.
Z grupy arsyn do bojowych środków trujących zalicza się m.in.
- difenyloaminochloroarsynę (adamsyt) (DM)
- difenylochloroarsynę (DA)
- difenylocyjanoarsynę (DC)
- etylodichloroarsynę (ED)
- fenylodichloroarsynę (PD)
- luizyty (luizyt A, B i C)
- metylodichloroarsynę (MD)

Arsyny stosowane były podczas I wojny światowej oraz II wojny abisyńskiej.